# Vivarium (Zeitschrift)
Vivarium ist eine internationale wissenschaftliche Fachzeitschrift, die sich dem Studium der Philosophie und der Geistesgeschichte des Mittelalters und der Renaissance widmet. Sie trägt den Untertitel An International Journal for the Philosophy and Intellectual Life of the Middle Ages and Renaissance. Die Zeitschrift wurde 1963 von Lambertus de Rijk und Cornelia J. de Vogel gegründet und erscheint von Anbeginn beim Brill Verlag in Leiden, Niederlande. Während die ersten Jahrgänge mit einem Heft pro Jahr herauskamen, erscheint die Zeitschrift mittlerweile vierteljährlich mit vier Heften pro Jahr. Obwohl mitunter auch Beiträge in anderen Sprachen aufgenommen wurden, publiziert die Zeitschrift mittlerweile fast ausschließlich in englischer Sprache.
Die Herausgeberschaft liegt seit 2007 bei Lodi Nauta, Professor für Geschichte der Philosophie an der Universität Groningen.